# Samuel Bhend
Pour les articles homonymes, voir Bhend.
Samuel Bhend, né le 18 mars 1943 à Brienz (originaire de Beatenberg) et mort le 2 décembre 2021, est une personnalité politique bernoise, membre du Parti socialiste (PS). 
Il est directeur de la santé publique et de la prévoyance sociale au gouvernement bernois de 1997 à 2006.

## Biographie
Samuel Bhend naît le 18 mars 1943 à Brienz, dans le canton de Berne. Il est originaire de Beatenberg, dans le même arrondissement administratif.
Il grandit dans l'Oberland bernois (Gwatt et Kandergrund). Après avoir suivi l'école normale, il exerce la profession d'instituteur à Schafhausen, puis d'enseignant du niveau secondaire à Urtenen-Schönbühl, et enfin de directeur d'école pendant 20 ans,.
Il est marié à Lotti Bhend-Reber,.
Il décède le 2 décembre 2021, à l'âge de 78 ans.

## Parcours politique
Il est membre du Parti socialiste et appartient à sa branche écologiste.
Il est conseiller communal (exécutif) d'Urtenen-Schönbühl de 1976 à 1982.
Il siège au Grand Conseil du canton de Berne de 1974 à 1986 et de 1990 à 1997. Qualifié de brillant député et leader de l'opposition par Le Temps et de « partisan des solutions drastiques » pour assainir les finances cantonales par Le Nouveau Quotidien en 1997, il y est notamment vice-président la commission d'enquête parlementaire sur l'affaire des caisses noires au milieu des années 1980 dans le cadre de la Question jurassienne. Il préside par ailleurs le PS bernois de 1985 à 1992.
Il est candidat à un siège aux Chambres fédérales à trois reprises, sans succès.
Le 13 avril 1997, il est élu au Conseil-exécutif du canton de Berne lors d'une élection complémentaire non contestée par les autres grands partis au gouvernement  provoquée par la démission du socialiste Hermann Fehr pour raisons de santé,. Il prend la tête de la Direction de la santé publique et de la prévoyance à partir du 1er mai 1997. Il est brillamment réélu au premier tour le 19 avril 1998, et préside le gouvernement bernois pendant l'année présidentielle 1999-2000. Il est à nouveau réélu le 14 avril 2002, en sixième position des sept élus,. Début août 2005, il annonce qu'il ne se représente pas pour un nouveau mandat. Ses neuf années au gouvernement bernois sont marquées par les programmes d'économies mis en place dans le canton, qui entraînent notamment la fermeture de nombreux hôpitaux dans le canton (neuf sur trente),.